# Loxoconcha matagordensis
Loxoconcha matagordensis är en kräftdjursart som beskrevs av Joseph Swain 1955. Loxoconcha matagordensis ingår i släktet Loxoconcha och familjen Loxoconchidae. Inga underarter finns listade i Catalogue of Life.